# Парламентські вибори у Таджикистані 2010
Парла́ментські ви́бори у Таджикиста́ні у 2010 році — вибори до нижньої палати парламенту Таджикистану, що відбулися 28 лютого 2010 року.
За офіційними результатами ЦВК Таджикистану, на виборах перемогла владна Народно-демократична партія, отримавши майже 72 % голосів. Згідно з даними ЦВК, народно-демократична партія Емомалі Рахмона отримала 54 із 63 місць в парламенті (на попередніх виборах — 52 місця).
До парламенту також пройшли представники опозиційної Партії ісламського відродження і фактично проурядової Комуністичної партії, що отримали 9 депутатських мандатів.
Явка на вибори становила близько 85 %.
На підставі спостережень за виборами Парламентська асамблея ОБСЄ в особі заступника голови ПА ОБСЄ Піа Крістмас-Меллера опублікувала заяву, в якій «висловила розчарування тим, що парламентські вибори в Таджикистані не відповідали базовим демократичним стандартам».